# Institut de technologie d'Athlone
 (février 2018).
Si vous disposez d'ouvrages ou d'articles de référence ou si vous connaissez des sites web de qualité traitant du thème abordé ici, merci de compléter l'article en donnant les références utiles à sa vérifiabilité et en les liant à la section « Notes et références ».
L'Institut de technologie d'Athlone (en anglais : Athlone Institute of Technology ou AIT) a été officiellement fondé en 1970 sous le nom de Collège technique régional d'Athlone. C'est un établissement d'enseignement supérieur de la région des midlands d'Irlande.
L’institut a inauguré en 2013 un stade de 2 000 places et 9 715 m2 d’équipements sportifs. On dénombre parmi les infrastructures récentes deux bâtiments pour les études d’hôtellerie, de tourisme et de loisirs (2003), d’infirmerie et de santé (2005), ainsi qu’un centre d’innovation et de recherche des midlands (2005), un bâtiment du génie et de l’informatique (2010) et enfin un pôle de recherche postgraduate (2010).

## Gouvernance
Ciarán Ó Catháin, son président, a été formé à l’Université d’Ulster (Irlande du Nord) où il a obtenu une thèse en management. Il a travaillé deux ans à Strasbourg en tant que directeur financier de l’Université Internationale Schiller avant de rejoindre le Collège d’Hôtellerie et de Restauration d’Irlande du Nord puis AIT en 2000.

## Formation
A la rentrée 2016, AIT accueille 4 797 étudiants dont seulement 381 au niveau postgraduate et 22 en doctorat. L’ensemble est réparti entre les sciences et l’ingénierie (31 %), la santé (25 %), la gestion (20 %) et les sciences humaines (4 %).

## Internationalisation
Pour l’année 2013-2014, 393 étudiants étrangers (essentiellement hors UE) sont inscrits à AIT, soit 10% du total. Cependant AIT envoie peu d’étudiants en Erasmus (une cinquantaine chaque année).
L’institut entretien une douzaine d’accords Erasmus (formation) avec la France, notamment avec les universités de Nantes, Lyon 3, Rennes 1, Corte, Orléans, Cergy, Caen, Angers, St-Etienne, Paris 13 et du Littoral Côte d'Opale. Il a aussi signé un accord avec le lycée hôtelier Tezenas du Montcel à St-Etienne dans le cadre du FICAHT.
Une trentaine d’étudiants français est accueillie dans une formation spécifique d’environ 60 jeunes en provenance du monde entier. Certains étudiants français sont inscrits dans un double cursus de Diplôme d’Université d’Etudes Technologiques Internationales (DUETI).

## Personnel
En 2014, AIT emploie 512 personnes dont la moitié sont des enseignants et chercheurs. Parmi ces derniers, 32 % sont titulaires d’un doctorat.

## Finances
En 2014, le budget de l’AIT est de 42 M€ dont 78 % affectés à la masse salariale. Les recettes proviennent à 39 % d’une subvention directe de l’Etat, à 40 % des droits d’inscription (dont 6 %  pris en charge par l'Etat) et à 22 % d'autres ressources (recherche et prestations).

## Recherche
AIT est notamment soutenu par la Science Fondation Ireland dans les domaines des matériaux (11 chercheurs, liens avec le centre Confirm), du logiciel (8 chercheurs, liens avec Ericsson) et de la biologie (liens avec le centre SSPC).